# Sugo all'amatriciana

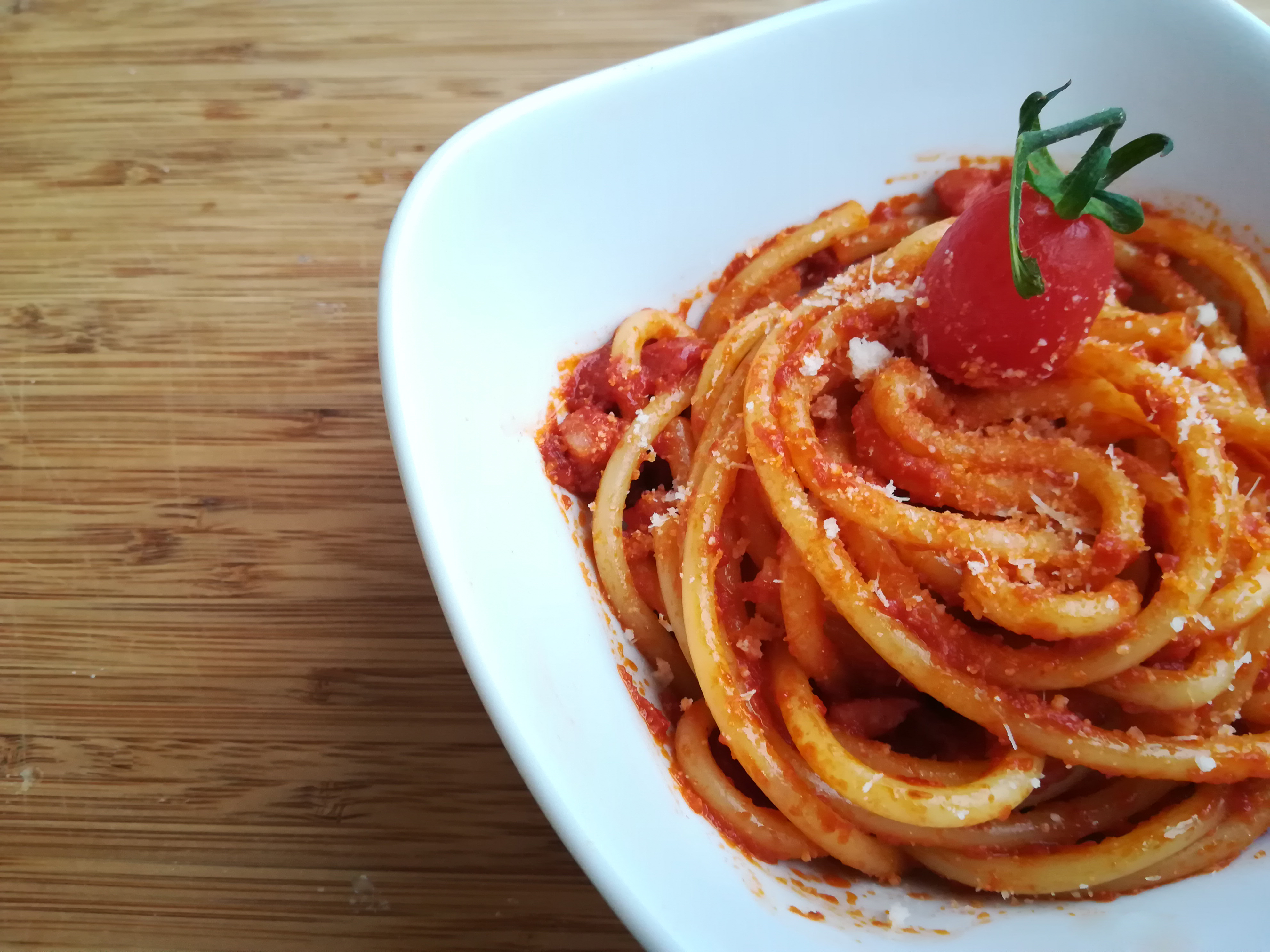
Bucatini all'amatriciana

Sugo all'amatriciana je omáčka tradičně podávaná s těstovinami pocházející z města Amatrice v italském regionu Lazio. Správně je připravena z šesti ingrediencí, kterými jsou guanciale, sýr pecorino, rajčata, bílé víno, pepř a chilli.

## Příprava
Prvním krokem přípravy je orestování guanciale spolu s chilli. Měly by být použity spíše tučnější části guanciale, aby se uvolnil dostatek tuku. Je také možné přidat i trochu olivového oleje. Poté se přidá bílé víno a nechá se odpařit alkohol. Rajčata se přidávají buď čerstvá oloupaná nebo z plechovky. Ideální je použití odrůdy San Marzano. Poté se vaří několik minut. Na konci se omáčka smíchá se sýrem pecorino a uvařenými těstovinami. Většinou se používají spaghetti nebo bucatini. Existují i další varianty receptu, které obsahují například cibuli.

## Původ a historie

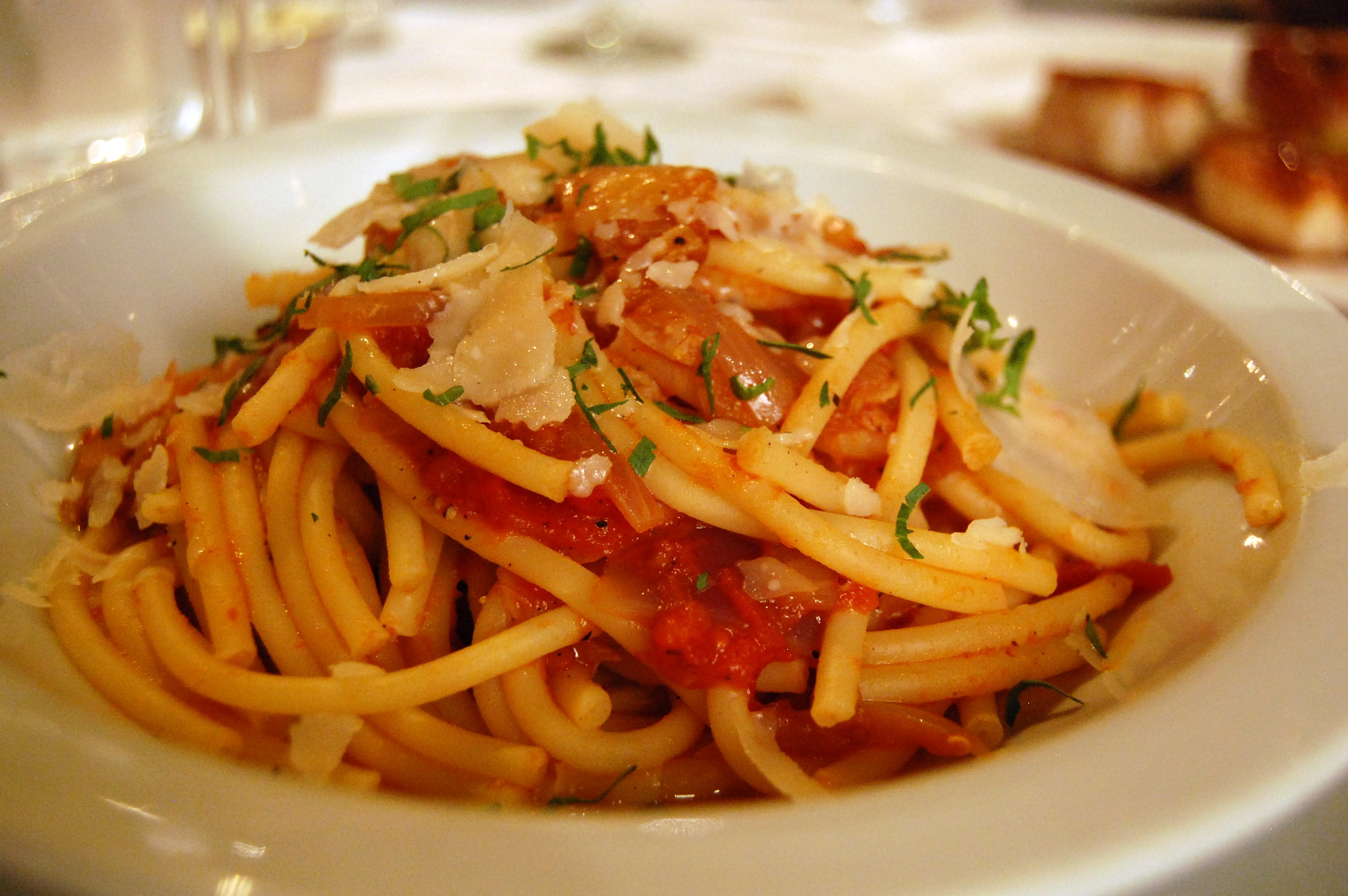
Sugo all'amatriciana

Recept zřejmě pochází od pastýřů z okolí Amatrice. Pro ně bylo možné pokrm připravit při pastvě, neboť všechny ingredience jsou trvanlivé a jídlo se dá připravit na otevřeném ohni. Před tím, než byla do Evropy dovezena rajčata (a také chilli), jídlo bylo připravováno bez nich. Tento pokrm je nazýván pasta alla gricia. Vznik amatriciany se datuje zhruba do konce 17. století, ačkoliv je těžké prokázat, odkud recept skutečně pochází a jak přesně vznikl. První písemná zmínka se datuje roku 1790.
Při zemětřesení v roce 2016 bylo zničeno prakticky celé historické centrum města Amatrice. Prostřednictvím světového věhlasu těchto těstovin došlo například dobročinným akcím, při kterých byla část tržby za tento pokrm věnována na účel rekonstrukce města a podporu celé zasažené oblasti. Do dobročinných iniciativ se zapojili restauratéři po celém světě.